# 古賀成美
古賀 成美（こが なるみ、1998年〈平成10年〉3月30日 - ）は、日本の女優であり、女性アイドルグループ・NMB48の元メンバーである。大阪府出身。オムニア所属。

## 略歴
2008年9月20日、公開映画、内田英治監督作品「地球でたった2人」に出演。
2011年5月、NMB48第2期研究生オーディション最終審査合格。
同年9月9日、NMB48劇場で劇場公演に初出演。
2013年4月18日、オリックス劇場で開催されたNMB48リクエストアワーで、チームN正規メンバーへの昇格が発表される。
2014年4月13日、「AKB48マラソン部」の一員として第2回グアムインターナショナルマラソンに参加。
2015年4月14日、YNN・NMB48チャンネルで、冠番組「古賀成美のあまからさんが通る」が配信開始。
同年7月6日、西澤瑠莉奈と共にYES-fm「NMB48のじゃんぐる♥レディOh!」月曜日メインパーソナリティに就任。
2018年4月12日 - 15日、石塚朱莉プロデュースの劇団アカズノマ旗揚げ公演「露出狂」で初舞台出演。
2019年12月2日、NMB48劇場で卒業公演を行った。
2020年1月6日、芸能事務所イトーカンパニーへの所属を発表。
2024年1月31日、所属していたイトーカンパニーの退所を報告した。同年9月18日、芸能事務所「オムニア」に所属することを発表。

## 人物
- 愛称は「なる」[6]。
- 兄が2人いる。
- 田舎育ち。自宅の周りにはカエルが跳びはね、タヌキも出るという[7]。
- 激辛料理が食べられる。辛さが分からない。
- お肉が大好物。焼肉では冷麺から食べる[8]。
- 後輩の須藤凜々花から古賀の個性を"古賀クオリティ"と命名される[9]。
- 憧れの女優は安藤サクラ[10]。
- 走ることが好き。「第2回グアムインターナショナルマラソン」では大会中最年少（当時16歳0ヵ月）でフルマラソンにエントリーし、6時間34分53秒で完走[3]。フルマラソン翌日のNMB48劇場公演にも出演した。

### 交友関係
- 白間美瑠はグループの先輩であり、高校の同級生でもあった[11]。
- 山本彩、三田麻央とは趣味を通じて友達になった。古賀の卒業公演ではすでに卒業していた両名がサプライズ出演[12][13]。
- 石塚朱莉とは劇団アカズノマで共演。稽古期間中に狭いシャワールームに密着した関係[14]。

## 出演

### 舞台
- 劇団アカズノマ旗揚げ公演「露出狂」（2018年4月12日 - 15日、ABCホール） - 氏川役・御器 役
- 劇団れなっち「ロミオ&ジュリエット」（2018年5月9日 - 13日、AiiA 2.5 Theater Tokyo） - ティボルト 役
- 劇団アカズノマ第2回公演「夜曲」（2019年1月24日 - 2月3日、ABCホール・新宿村LIVE） - 千代、サヨ 役
- 広島ホームテレビ開局50周年記念「恋とか愛とか（仮）4」（2020年2月12日 - 17日、広島YMCA国際文化ホール・劇場MOMO） - 寺島夢子 役
- 劇団バルスキッチン 第11回公演「どぎまぎメモリアル」（2020年3月4日 - 8日、バルスタジオ） - 藤原楓役
- キューティーハニー The Live～秋の文化祭～（2020年9月30日 - 10月4日、シアター1010） - ハラジュククロー 役
- 東京印公演vol.19「one cup of rice」～おにぎりのむすび方～2020（2020年10月21日 - 25日、ザ･ポケット） - 時子 役[15]
- MONO-LIVE（2021年1月14日 - 17日、劇場MOMO）
- 知恵と希望と極悪キノコ（2021年2月25日 - 28日、紀伊國屋サザンシアター TAKASHIMAYA）[16]
- キューティーハニー Climax（2021年6月17日 - 20日、シアター1010） - ハラジュククロー 役
- 演劇ユニット100点un・チョイス！ 第14回公演「#これで恋ができるなら」（2021年7月28日 - 8月1日、CBGKシブゲキ!!） - 早希 役
- 五反田タイガー10th Stage「Casket〜深海から見える星〜」（2021年11月10日 - 14日、草月ホール）
- 晩餐ヒロックス「シェイクスピア様ご乱心」（2021年12月15日 - 26日、ザ・ポケット） - アカリ 役
- 宮崎理奈プロデュースVol.3 舞台「#オフィスの国のアリス」（2022年4月25日 - 5月1日、CBGKシブゲキ!!）
- ROOTERS〜応援者たち〜（2022年7月6日 - 10日、東京芸術劇場シアターウエスト / 14日、広島市南区民文化センター）[17]
- イケメン戦国 THE STAGE - 水崎舞 役
  - ～猿飛佐助編～（2022年11月12日 - 15日、渋谷区文化総合センター大和田 さくらホール）[18][19]
  - ～帰蝶編～（2023年4月21日 - 24日、渋谷区文化総合センター大和田 伝承ホール）[20]
- アキバ冥途戦争〜浪速喰い倒れ狂騒曲〜（2023年9月6日 - 10日、博品館劇場） - 虎飼キズナ 役[21]
- 短編コメディプレイ「ポップスガールズ～なんてったっけ？アイドル編」（2023年10月11日 - 15日、シアターブラッツ） - シュシュ組
- 片肌☆倶利伽羅紋紋一座 第29回新春本公演「玉章恋慕」（2024年1月3日 - 8日、Big Tree Theater） - 雛鶴 役
- KAIGYAC STAGE 邂逅3部作 - 虹村蛍 役
  - 「7月の邂逅」（2024年7月26日 - 29日、APOCシアター）
  - 「8月の再起動」（2024年8月30日 - 9月2日、APOCシアター）
  - 「9月の滂沱」（2024年9月18日 - 22日、阿佐ヶ谷シアターシャイン）
- 劇団シアターザロケッツ 第十七回舞台公演「そのアパートでは変身できない」（2024年11月20日 - 24日、六行会ホール） - 愛久姫子 役
- 咲女花劇「結ぶ手、けせらと咲き乱れ、」（2025年2月26日 - 3月2日、六行会ホール） - 日暮屋はあと 役
- EXE.ROCK Entertainment 本公演vol.3「誰かの為の、其れまでと、此れから」（2025年5月14日 - 5月18日、ザ・ポケット） - 有沢奈央 役
- 記憶の欠片達（2025年7月30日 - 8月3日、シアター・アルファ東京） - 牧田沙也香 役
- トレンディは突然に 2025 夏（2025年8月27日 - 9月1日〈予定〉、CBGKシブゲキ!!） - 白崎ミユキ 役[22][23]
- 劇団ホチキス 第51回本公演「ワンマイク」（2025年9月23日 - 9月28日〈予定〉、新国立劇場 小劇場）

### 映画
- 地球でたったふたり（2007年） - ユイ（幼少期） 役
- 女子校生探偵あいちゃん (2018年3月17日) - 本人 役[24]
- 嘘の起源「絵掻きうた」（2023年） - 純菜 役[25]

### ドラマ
- 茶店のガール（2016年、YNN） - ルナ役
- ゴシップ #彼女が知りたい本当の○○ 最終話（2022年3月17日、フジテレビ） - 学生 役

### ラジオ
- NMB48のじゃんぐる♥レディOh!（2015年7月6日 - 2016年9月26日※全65回、YES-fm） - 月曜メインパーソナリティ[4]

### バラエティ
- 古賀成美の「あまからさんが通る」（2015年4月 - 2018年4月、YNN）
- 古賀成美の「元祖あまからさんが通る」（2018年9月 - 、YNN）
- 激バナ～○○語り～（2015年11月5日、NOTTV）[26]

## 書籍

### 写真集
- 「こがびより」（2020年5月22日）[27]

## NMB48での参加楽曲

### シングル選抜楽曲
NMB48名義
- 「オーマイガー!」に収録
  - 僕は待ってる
- 「純情U-19」に収録
  - 場当たりGO! - 「アンダーガールズ」名義
- 「ナギイチ」に収録
  - 理不尽ボール - 「アンダーガールズ」名義
- 「ヴァージニティー」に収録
  - ちょっと猫背
- 「北川謙二」に収録
  - 眠くなるまで羊は出て来ない
- 「僕らのユリイカ」に収録
  - 野蛮なソフトクリーム - 「紅組」名義
- 「カモネギックス」に収録
  - 時間は語り始める
- 「高嶺の林檎」に収録
  - 傘はいらない
- 「らしくない」に収録
  - 休戦協定 - 「Team N」名義
- 「Don't look back!」に収録
  - 恋愛ペテン師 - 「Team N」名義
- 「ドリアン少年」に収録
  - 命のへそ - 「Team N」名義
- 「Must be now」に収録
  - 夢に色がない理由 - 「Team N」名義
- 「甘噛み姫」に収録
  - 儚い物語 - 「Team N」名義
- 「僕はいない」に収録
  - 空から愛が降って来る - 「Team N」名義
- 「僕以外の誰か」に収録
  - 孤独ギター - 「Team N」名義
- 「ワロタピーポー」に収録
  - 自分の色 - 「2期生」名義
  - どこかでキスを - 「Team N」名義
- 「欲望者」に収録
  - 阪急電車 - 「Team N」名義
- 「僕だって泣いちゃうよ」に収録
  - 嘘つきマシーン - 「Team N」名義
- 「床の間正座娘」に収録
  - 嘘をつく理由 - 「Team M」名義
  - 2番目のドア
- 「母校へ帰れ!」に収録
  - パンパン パパパン - 「Team M」名義
- 「初恋至上主義」に収録
  - 真正面 - 「Team M」名義

AKB48名義
- 「ギンガムチェック」に収録
  - あの日の風鈴 - 「ウェイティングガールズ」名義

### アルバム選抜楽曲
NMB48名義
- 「てっぺんとったんで!」に収録
  - てっぺんとったんで!
- 「世界の中心は大阪や 〜なんば自治区〜」に収録
  - 電車を降りる - 「Team N」名義
- 「難波愛〜今、思うこと〜」に収録
  - 難波愛

AKB48名義
- 「1830m」に収録
  - 青空よ 寂しくないか? - 「AKB48+SKE48+NMB48+HKT48」名義

### 劇場公演ユニット曲
2期生「PARTYが始まるよ」
研究生「青春ガールズ」
- Blue rose
- ふしだらな夏

チームN「誰かのために」リバイバル
- 投げキッスで撃ち落せ!
- 制服が邪魔をする

チームN「ここにだって天使はいる」
- この世界が雪の中に埋もれる前に

チームN「目撃者」
- 抱きしめられたら

チームM「誰かのために」
- 投げキッスで撃ち落せ!
- 制服が邪魔をする